# سیارک ۲۱۶۸۷
سیارک ۲۱۶۸۷ (به انگلیسی: 21687 Filopanti، نامگذاری:1999RB37) بیست و یک هزار و ششصد و هشتاد و هفتمین سیارک کشف شده‌است که در ۱۱ سپتامبر ۱۹۹۹ کشف شد.
قدر مطلق سیارک برابر ۲۱.۴ است.